# Anna Bartra i Kaufmann
Anna Bartra i Kaufmann (Barcelona, 1952) és una filòloga i professora universitària catalana.
Doctorada en filologia catalana i professora titular del Departament de Filologia Catalana de la Universitat Autònoma de Barcelona, durant la seva trajectòria professional s'ha especialitzat en la sintaxi i el lèxic, i també en la formació del professorat, i l'ensenyament de llengües estrangeres. Des del desembe del 2017 és membre numerària de la Secció Filològica de l'Institut d'Estudis Catalans.